# Strada principale 2a
La strada principale 2a (H2a; in tedesco Hauptstrasse 2a; in francese route principale 2a) è una delle strade principali della Svizzera; costituisce una variante della strada principale 2.

## Percorso
La strada n. 2a collega Dagmersellen a Lucerna, seguendo un percorso parallelo alla strada principale 2, ma corrente più ad ovest, attraverso Willisau, Wolhusen, Malters, Renggloch e Kriens.